# Wikipedia in svedese
La Wikipedia in svedese (in svedese Svenskspråkiga Wikipedia, fino al 2006 Svenska Wikipedia) è la versione in lingua svedese di Wikipedia.

## Storia
In origine, la Wikipedia in svedese rivaleggiava con susning.nu, la seconda wiki in assoluto all'epoca; a seguito delle nuove politiche antivandali più stringenti e dell'inserimento di pubblicità nelle pagine di susning.nu, molti dei suoi contributori sono migrati verso la Wikipedia in svedese, tanto che il 14 febbraio 2005 la Wikipedia in svedese supera per numero di lemmi susning.nu. Il 15 giugno 2013 raggiunge il milione di voci complessive, diventando l'ottava Wikipedia a raggiungere tale traguardo. Pochi giorni dopo supera la Wikipedia in spagnolo, russo e italiano diventando la quinta Wikipedia per numero di voci.

## Organizzazione

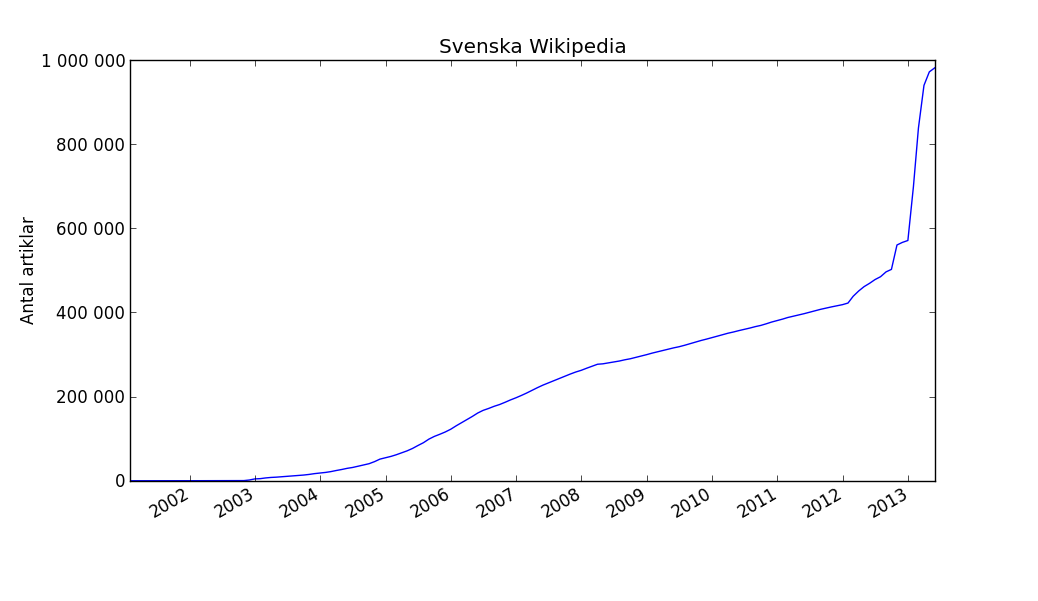
Andamento del numero delle voci dal 2001 al 2013

Non esiste alcun comitato d'arbitraggio; gli amministratori rimangono in carica per un anno (cosa che accade anche per la Wikipedia in olandese e Meta), e per rimanere tali vengono sottoposti a procedura di conferma.
Inoltre la pratica del fair use, originariamente permessa in quanto si prese in considerazione solo la legge statunitense, è stata poi ristretta ai soli indumenti degli eserciti, decisione revocata nel 2007, in quanto s'è deciso di non permettere più il caricamento di file nella Wikipedia in lingua svedese.

## Statistiche
La Wikipedia in svedese ha 2 607 888 voci, 6 303 302 pagine, 945 183 utenti registrati di cui 2 060 attivi, 65 amministratori e una "profondità" (depth) di 18 (al 7 aprile 2025).
È la quinta Wikipedia per numero di voci ma, come "profondità", è la 54ª fra quelle con più di 100.000 voci (al 14 ottobre 2024).

## Cronologia
- 3 maggio 2001 — 1ª voce creata
- 8 luglio 2003 — supera le 10.000 voci
- 17 novembre 2004 — supera le 50.000 voci
- 27 agosto 2005 — supera le 100.000 voci
- 6 aprile 2006 — supera le 150.000 voci
- 23 dicembre 2006 — supera le 200.000 voci
- 13 dicembre 2008 — supera le 300.000 voci ed è l'11ª Wikipedia per numero di voci
- 19 giugno 2011 — supera le 400.000 voci ed è l'11ª Wikipedia per numero di voci
- 27 settembre 2012 — supera le 500.000 voci ed è la 12ª Wikipedia per numero di voci
- 16 gennaio 2013 — supera le 600.000 voci ed è la 12ª Wikipedia per numero di voci
- 1º febbraio 2013 — supera le 700.000 voci ed è l'11ª Wikipedia per numero di voci
- 11 febbraio 2013 — supera l'edizione in portoghese e diventa la decima edizione per numero di voci
- 19 febbraio 2013 — supera le 800.000 voci
- 17 marzo 2013 — supera l'edizione in giapponese e diventa la nona edizione per numero di voci
- 25 marzo 2013 — supera le 900.000 voci
- 4 aprile 2013 — supera l'edizione in polacco e diventa l'ottava edizione per numero di voci
- 15 giugno 2013 — supera 1.000.000 di voci
- 17 giugno 2013 — supera l'edizione in russo e diventa la settima edizione per numero di voci
- 18 giugno 2013 — supera l'edizione in spagnolo e diventa la sesta edizione per numero di voci
- 19 giugno 2013 — supera l'edizione in italiano e diventa la quinta edizione per numero di voci
- 12 agosto 2013 — supera l'edizione in francese e diventa la quarta edizione per numero di voci
- 21 agosto 2013 — supera 1.500.000 di voci
- 18 luglio 2014 — supera l'edizione in tedesco e diventa la terza edizione per numero di voci
- 29 luglio 2014 — supera l'edizione in olandese e diventa la seconda edizione per numero di voci
- 5 settembre 2015 — supera 2.000.000 di voci
- 27 aprile 2016 — supera 3.000.000 di voci
- 16 gennaio 2017 — viene superata dall'edizione in cebuano e torna ad essere la terza Wikipedia per numero di voci
- 30 luglio 2021 – torna sotto 3.000.000 di voci
- 8 febbraio 2022 — viene superata dall'edizione in tedesco e torna ad essere la quarta Wikipedia per numero di voci
- 23 dicembre 2023 — viene superata dall'edizione in francese e torna ad essere la quinta Wikipedia per numero di voci

Come si può notare la Wikipedia in svedese ha avuto un'enorme crescita nel 2013, anno in cui è passata da circa 500 000 voci a oltre un milione e mezzo. Questo rapido incremento è dovuto all'uso di un bot che ha creato centinaia di migliaia di voci sulle forme di vita.